# غاري إيفان نيل
غاري إيفان نيل (بالإنجليزية: Gary Knell)‏ (من مواليد 27 فبراير 1954) رئيس مجلس الإدارة الحالي لمجموعة ناشيونال جيوغرافيك والمدير التنفيذي السابق لجمعية ناشيونال جيوغرافيك، التي تعتبر واحدة من أكبر المنظمات غير الربحية في العالم حيث يصل عدد متابعينها إلى أكثر من 700 مليون شخص شهريا سواء على وسائل الإعلام الخاصة بها من محطات تليفزيونية أو كتب، مجلات أو خرائط أو عن طريق فعالياتها. انضم غاري إلى طاقم عمل شركة ناشيونال جيوغرافيك كمدير تنفيذي في يناير 2014، ولم يكن ذلك هو أول علاقته بالمجموعة فقد كان عضوًا في مجلس أمناء الجمعية منذ أبريل 2013 وفي مجلس محافظي مؤسسة تعليم الجغرافيا الوطنية منذ نوفمبر 2003.
في الفترة ما بين عام 2011 إلى عام 2013، كان نيل هو رئيس مجلس إدارة والمدير التنفيذي للإذاعة الوطنية العامة (NPR)، عمل قبل ذلك مديرا تنفيذيا في ورشة عالم سمسم من 2000 إلى 2011.

## السيرة الذاتية

### التعليم والنشأة
تخرج كنيل من مدرسة غرانت الثانوية في لوس أنجلوس، كاليفورنيا ليلتحق بعد ذلك بجامعة كاليفورنيا ويتخرج منها حاصلا على درجة البكالوريوس في العلوم السياسية في عام 1975، ثم شهادة في القانون من كلية الحقوق لويولا في لوس أنجلوس في عام 1978. ظهر حبه بالصحافة أثناء دراسته في جامعة كاليفورنيا حيث انضم إلى صحيفة الجامعة، ذا ديلي بروين.

### الحياة العملية
تمتد مسيرة نيل الإعلامية إلى ما يقرب من ثلاثة عقود. فقبل انضمامه إلى مجموعة شركات ناشيونال جيوغرافيك كرئيس ومدير تنفيذي في يناير 2014، شغل منصب الرئيس والمدير التنفيذي للإذاعة العامة الوطنية في الفترة من 2011 إلى 2013. أدار فيها أمور الإذاعة ووضع فيها استراتيجيات للتعامل مع فروعها في جميع دول العالم والتي وصلت في عهده إلى 900 محطة إذاعية عامة. بالرغم من انشغاله بإدارة الشئون المالية، التشغيلية والصحافية للإذاعة إلا أنه بدأ ببناء منظمة وقاعدة خيرية خاصه بها لتدعيم نقاط قوة الإذاعة ومصداقيتها وللوصول إلى أكبر شريحة من فئات الشعب المختلفة.
كان نيل الرئيس التنفيذي لورشة عالم سمسم لمدة 12 عامًا قبل الانضمام إلى الإذاعة الوطنية العامة في عام 2011. بدأ العمل فيها في عام 1989 وتولى منصب المدير التنفيذي في عام 1998 قبل أن ينتقل إلى منصب الرئيس التنفيذي في عام 2000. يرجع له الفضل في توسيع القاعدة الجماهيرية للشركة وفي إنشاء سوق للشركة في جنوب إفريقيا، الهند، أيرلندا الشمالية ومصر.
قبل انضمام نيل إلى ورشة عمل عالم سمسم، شغل منصب المدير الإداري لمجموعة الإعلام الدولي (Media International)، شركة نشر ووسائط متعددة مقرها بانكوك وهونغ كونغ وسنغافورة. شغل أيضًا منصب نائب أول للرئيس والمستشار العام في WNET / القناة 13 في نيويورك، كما كان مستشارًا في لجان مجلس الشيوخ والشؤون الحكومية في مجلس الشيوخ الأمريكي في واشنطن وعمل في مكتب ولاية كاليفورنيا التشريعي ومكتب الحاكم.

#### مناصب أخرى
نيل عضو في الكثير من المجالس والمنظمات مثل:
- مجلس العلاقات الخارجية.
- المجلس الاستشاري لتحالف تعليم الطفل العسكري.
- صندوق البنتاجون التذكاري.
- مستشار لمدرسة يو إس سي أنبيرج للإعلام والصحافة.

## الحياة الشخصية
نيل متزوج من كيم لارسون، جامعة تبرعات لصناديق غير ربحية، رزق منها بأربعة أطفال.

## التكريم
حصل نيل على زمالة جوردون من جامعة ييل وهو محاضر زائر في كلا من جامعة هارفارد، جامعة ديوك، الجامعة الميثودية الجنوبية، جامعة كارنيغي ميلون وجامعة بورتوريكو. حصل أيضا على درجتي الدكتوراه الفخرية من كلية كينيون في أوهايو وكلية ميرسي في نيويورك، كما عمل كمتحدث في جامعة جونز هوبكنز، جامعة كاليفورنيا في لوس أنجلوس وجامعة تكساس في أوستن.

## وصلات خارجية
- نبذة عن غاري نيل.
- كلمة غاري نيل عن جمعية ناشيونال جيوغرافيك.
- حوار مع غاري نيل المدير التنفيذي لشركة سمسم.
- غاري نيل، كل قائد يجب أن يشعر بالتواضع.

| سبقه جون إم فاهي الأصغر | رئيس مجلس إدارة والمدير التنفيذي لمنظمة ناشيونال جيوغرافيك 2014–إلى الأن | تبعه ما زال في المنصب |